# Passiflora lindeniana
Passiflora lindeniana Planch. – gatunek rośliny z rodziny męczennicowatych (Passifloraceae Juss. ex Kunth in Humb.). Występuje endemicznie w Wenezueli. 

## Morfologia
PokrójDrzewo o wysokości 3–18 m.
LiściePodłużnie owalne, rozwarte lub ostrokątne u podstawy. Mają 6,5–8,5 cm długości oraz 3,5–6,5 cm szerokości. Całobrzegie, z prawie ostrym wierzchołkiem. Ogonek liściowy jest owłosiony i ma długość 20–30 mm. Przylistki są nietrwałe.
KwiatyPojedyncze lub zebrane w pary. Działki kielicha są lancetowate, zielonkawe, mają 2,5–3 cm długości. Płatki są podłużne, białe, mają 2–2,5 cm długości. Przykoronek ułożony jest w trzech rzędach, żółty, ma 2–13 mm długości.
OwoceSą jajowatego kształtu. Mają 3–6 cm długości i 2,5–3 cm średnicy. Są żółtego koloru.

## Biologia i ekologia
Występuje w lasach na wysokości do 2700 m n.p.m.